# Jerzy Kłapciński
Jerzy Kłapciński (ur. 18 kwietnia 1925 w Olkuszu, zm. 2001) – polski geolog, wykładowca Uniwersytetu Wrocławskiego.

## Życiorys
Urodzony 18 kwietnia 1925 r. w Olkuszu. W czasie okupacji niemieckiej pracował jako robotnik w Olkuskiej Fabryce Naczyń Emaliowanych, po tym jak w styczniu 1940 r. niemieckie władze okupacyjne zakazały Polakom edukacji ponadpodstawowej i zamknęły gimnazjum, do którego uczęszczał. Po zakończeniu wojny odbył dwuletnią służbę wojskową i w 1947 r. podjął naukę w liceum w Trzebnicy. Po ukończeniu szkoły średniej podjął w 1950 r. studia geologiczne na Uniwersytecie Wrocławskim. Jeszcze jako student rozpoczął w 1953 r. pracę jako zastępca asystenta w Katedrze Geologii Stratygraﬁcznej UWr.
W 1955  ukończył studia i awansował na asystenta, a w 1956 został starszym asystentem. Doktoryzował się w 1960, po czym został adiunktem. Dziewięć lat później habilitował się, a w 1984 r. otrzymał tytuł profesora nadzwyczajnego, zaś w 1995 r. powołano go na stanowisko profesora zwyczajnego. W latach 1982–1984 pełnił obowiązki dyrektora Instytutu Nauk Geologicznych UWr, następnie do 1995 r. był kierownikiem Zakładu Geologii Stratygraficznej w tym instytucie.
W swojej pracy badał obszar monokliny przedsudeckiej, opublikował szereg prac dotyczących stratygraﬁi i paleogeograﬁi permu i triasu. Autor ponad 60 publikacji, autor lub współautor około 90 opracowań geologicznych, z jego inicjatywy powstał Atlas obszaru miedzionośnego (monoklina przedsudecka). Był członkiem Polskiego Towarzystwa Geologicznego.
Pochowany na cmentarzu św. Wawrzyńca we Wrocławiu.

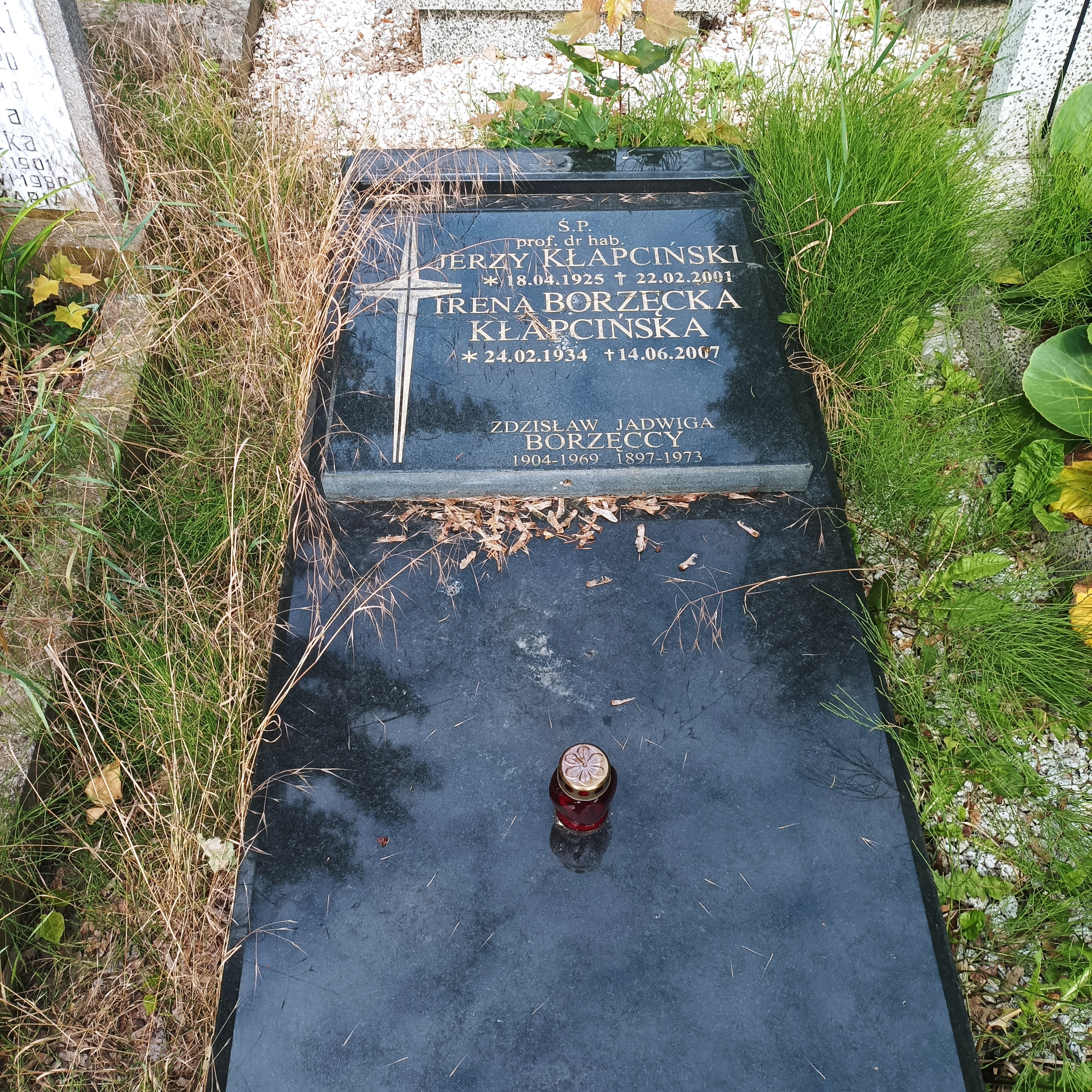
Grób prof. Jerzego Kłapcińskiego na Cmentarzu św. Wawrzyńca we Wrocławiu

## Odznaczenia[1]
- Krzyż Kawalerski Orderu Odrodzenia Polski
- Złoty Krzyż Zasługi
- Medal Komisji Edukacji Narodowej
- nagroda Ministra Edukacji Narodowej (dwukrotnie)
- Srebrny Medal Zasłużony dla Geologii Polskiej
- nagroda naukowa Polskiego Towarzystwa Geologicznego im. Ludwika Zejsznera